# Vask Videnskab Velvære
|  | Denne artikel er oprettet af botten PalnaBot ud fra en ekstern database. Den kan derfor have sproglige fejl eller mangler. Denne skabelon kan fjernes efter kontrol af indholdet. |

Vask Videnskab Velvære er en film instrueret af Johannes Guter efter manuskript af Aage Hermann.

## Handling
Filmen indledes med en gennemgang af tidligere tiders vaskemetoder, helt fra oldtiden. Derefter vises baggrunden for fremstilling af de moderne vaskemidler (Persil og Henko m.fl.) og instruktion til, hvordan produkterne anvendes korrekt.